# Simitli (gmina)
Simitli (bułg. Община Симитли) – gmina w południowo-zachodniej Bułgarii, w obwodzie Błagojewgrad.

## Miejscowości
Miejscowości wchodzące w skład gminy Simitli:
- Brestowo (bułg.: Брестово),
- Breżani (bułg.: Брежани),
- Czernicze (bułg.: Черниче),
- Dokaticzewo (bułg.: Докатичево),
- Dołno Osenowo (bułg.: Долно Осеново),
- Gorno Osenowo (bułg.: Горно Осеново),
- Gradewo (bułg.: Градево),
- Krupnik (bułg.: Крупник),
- Meczkuł (bułg.: Мечкул),
- Polena (bułg.: Полена),
- Poleto (bułg.: Полето),
- Rakitna (bułg.: Ракитна),
- Senokos (bułg.: Сенокос),
- Simitli (bułg.: Симитли) – siedziba gminy,
- Suchostreł (bułg.: Сухострел),
- Suszica (bułg.: Сушица),
- Troskowo (bułg.: Тросково),
- Żeleznica (bułg.: Железница).